# FCスフントゥル・ゲオルゲ・スルチェニ
FCスフントゥル・ゲオルゲ・スルチェニ（FC Sfîntul Gheorghe Suruceni）は、モルドバのスルチェニをホームタウンとしていたサッカークラブである。

## 歴史
2003年7月11日にスルチェニで創設された。クラブ名は聖ゲオルゲに由来しており、エンブレムには「ドラゴンを殺す聖ゲオルゲ」が描かれている。
2007年にU-18チームが全国優勝を果たした。2008年までは育成年代のチームのみが存在していた。
2008-09シーズンにディヴィジアAに登録され、16チーム中11位の成績を残した。チームは最上位リーグのディヴィジア・ナツィオナラに昇格し、2009-10シーズンに12チーム中11位、2010-11シーズンに14チーム中12位の成績を残して残留を果たした。2011-12シーズンに12チーム中10位の成績を残したが、2012-13シーズンのディヴィジア・ナツィオナラのライセンスを取得できず、ディヴィジアAのライセンスを付与された。クラブは決定を不服として上訴したが、2017年5月28日にモルドバサッカー連盟 (FMF) ライセンス委員会の上級委員会によってディヴィジアAへの降格が最終決定された。
ディヴィジアAで5シーズンを過ごした後、2016-17シーズンにディヴィジアAで優勝したシェリフ-2・ティラスポリに次ぐ2位となり、6シーズンぶりとなるディヴィジア・ナツィオナラ復帰を決めた。
2017年と2018年にディヴィジア・ナツィオナラで7位の成績を残した。2019年にディヴィジア・ナツィオナラで2位の成績を残し、クパ・モルドヴェイでも決勝進出を果たした。チームはUEFAヨーロッパリーグ 2020-21の出場権を獲得した。
2019-20シーズンにクパ・モルドヴェイで2年連続となる決勝に進出した。2020年に初年度のクパ・フェデラツィエイで決勝進出を果たし、決勝戦でペトロクブ・フンチェシュティに2-0で勝利して初代優勝チームとなった。
2020-21シーズンにクパ・モルドヴェイで3年連続となる決勝進出を果たし、決勝戦でシェリフ・ティラスポリを0-0 (3-2 p) で破って初優勝を果たした。2021年にスーペルクパ・モルドヴェイでシェリフ・ティラスポリに勝利した。

## 獲得タイトル

### 国内タイトル
- クパ・モルドヴェイ：1回
  - 2020-21
- スーペルクパ・モルドヴェイ：1回
  - 2021
- クパ・フェデラツィエイ：1回
  - 2020

### 国際タイトル
- なし

## 過去の成績
| シーズン | ディビジョン               | ディビジョン | ディビジョン | ディビジョン | ディビジョン | ディビジョン | ディビジョン | ディビジョン | ディビジョン | クパ・モルドヴェイ |
| シーズン | リーグ                     | 順位         | 試           | 勝           | 分           | 敗           | 得           | 失           | 点           | クパ・モルドヴェイ |
| -------- | -------------------------- | ------------ | ------------ | ------------ | ------------ | ------------ | ------------ | ------------ | ------------ | ------------------ |
| 2008-09  | ディヴィジアA              | 11位         | 30           | 10           | 4            | 16           | 41           | 46           | 34           | 1回戦敗退          |
| 2009-10  | ディヴィジア・ナツィオナラ | 11位         | 33           | 6            | 6            | 21           | 29           | 67           | 24           | 2回戦敗退          |
| 2010-11  | ディヴィジア・ナツィオナラ | 12位         | 39           | 6            | 7            | 26           | 30           | 83           | 25           | 3回戦敗退          |
| 2011-12  | ディヴィジア・ナツィオナラ | 10位         | 33           | 7            | 9            | 17           | 23           | 55           | 30           | 3回戦敗退          |
| 2012-13  | ディヴィジアA              | 8位          | 28           | 12           | 4            | 12           | 38           | 51           | 40           | 2回戦敗退          |
| 2013-14  | ディヴィジアA              | 5位          | 24           | 12           | 3            | 9            | 40           | 28           | 39           | 3回戦敗退          |
| 2014-15  | ディヴィジアA              | 6位          | 22           | 10           | 3            | 9            | 41           | 34           | 33           | 2回戦敗退          |
| 2015-16  | ディヴィジアA              | 12位         | 26           | 6            | 6            | 14           | 43           | 60           | 24           | 1回戦敗退          |
| 2016-17  | ディヴィジアA              | 2位          | 28           | 21           | 3            | 4            | 79           | 23           | 66           | 3回戦敗退          |
| 2017     | ディヴィジア・ナツィオナラ | 7位          | 18           | 5            | 5            | 8            | 15           | 27           | 20           | 3回戦敗退          |
| 2018     | ディヴィジア・ナツィオナラ | 7位          | 28           | 6            | 8            | 14           | 30           | 50           | 26           | 準優勝             |
| 2019     | ディヴィジア・ナツィオナラ | 2位          | 28           | 16           | 5            | 7            | 40           | 28           | 53           | 準優勝             |
| 2020-21  | ディヴィジア・ナツィオナラ | 4位          | 36           | 21           | 4            | 11           | 65           | 43           | 67           | 優勝               |
| 2021-22  | ディヴィジア・ナツィオナラ | 4位          | 28           | 10           | 8            | 10           | 38           | 39           | 38           | 準優勝             |
| 2022-23  | ディヴィジア・ナツィオナラ | 位           |              |              |              |              |              |              |              |                    |

## 欧州の成績
| シーズン | 大会                               | ラウンド  | 対戦相手                       | ホーム       | アウェー    | 合計 |  |
| -------- | ---------------------------------- | --------- | ------------------------------ | ------------ | ----------- | ---- |  |
| 2020-21  | UEFAヨーロッパリーグ               | 予選1回戦 | シャフティオール・ソリゴルスク | N/A          | 0-0 (4-1 p) | N/A  |  |
| 2020-21  | UEFAヨーロッパリーグ               | 予選2回戦 | パルティザン                   | 0-1 (a.e.t.) | N/A         | N/A  |  |
| 2021-22  | UEFAヨーロッパカンファレンスリーグ | 予選1回戦 | パルティザニ・ティラナ         | 2-3          | 2-5         | 4-8  |  |
| 2022-23  | UEFAヨーロッパカンファレンスリーグ | 予選1回戦 | ムラ                           | 1-2          | 1-2         | 2-4  |  |